# 米佩棻

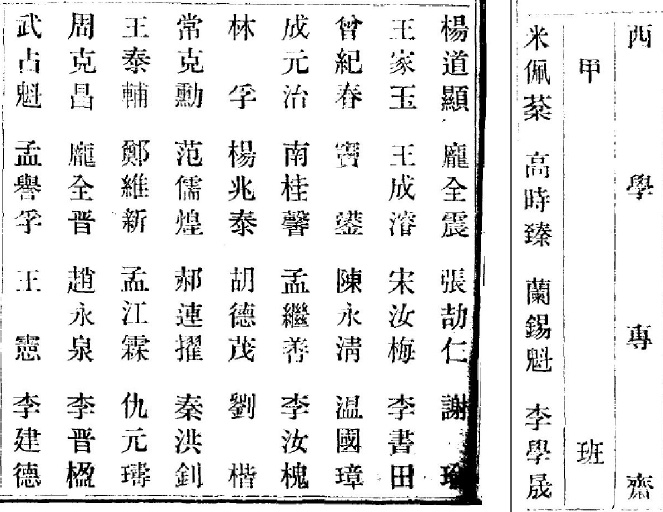
西學專齋甲班生

米佩棻（1880年—1958年2月23日），字子香，山西忻州北关人，毕业于山西大学堂西斋法科，宣统三年进士。《晋阳日报》总董事、山西省督军府秘书长、议会议员、山西大学教授、忻县县长。
米佩棻自幼聪慧好学，受父辈影响，处事严谨。少年时代就读于忻州秀容书院，学业名列优等。1899年（光绪25年）乡试举人，先后任清朝正定府栾城县知县，后升任定州直隶州知州。七年后辞职，因兴新学，废科举，兴学堂，就读于山西大学堂西斋法科，1910年期满毕业。1911年秋宣统帝对全国各省大学堂200余名优秀学生，授进士。米佩棻为山西五名中之一。在米佩棻故居北关东一巷的南大门上悬挂有“进士第”的牌匾，内院西大厅正中悬挂“金明进士”牌匾，名噪一时。1910年《晋阳日报》因交文禁烟案停刊，重新复刊后，米佩棻任总董事，继续发行至辛亥革命爆发。1912年中华民国成立，阎锡山督军山西，委任米佩棻为督军府秘书长，并推选为山西省议会议员。在其后期间，米佩棻看重董崇仁（董崇仁与袁世凯关系密切，获封为将军），追随董崇仁行事，疏远阎锡山，因阎锡山不满其行为，于1924年调任米佩棻为临汾县县长，在任长达九年。1933年才调回太原，任山西大学教授，后自觉仕途不顺，于1936年称病辞职回忻县。
1937年11月2日忻口会战结束，日军侵战忻县，因忻县县长空缺，米佩棻又为阎锡山的旧部，而在维持会任会长数月后，被委任为忻县县长。在此期间与其长子曾想方设法营救在押的中共地下党工作者两人，其中一人为王在中，使其深夜逃离监狱，越城而走。为避免日军追查，他借故携妻带幼子赴天津德国租界避难。此后在其子周旋下终于化险为夷，半年后返忻县。因时局不稳对日伪政权不满，厌恶日本人，他无心再任忻县县长之职，于1941年辞去县长之职，回家为民。
1948年7月21日忻县解放，在党和政府的关怀下，米佩棻被推选为忻县第一届政协委员，参加了忻县第一届政治协商会议。
米佩棻长于诗文，精于翰墨、书法精到，行草楷隶，俊俏秀丽，在忻县碑文牌匾书字行于一时。原忻县城内综合商店上“巩固工农联盟，发展城乡经济”及“米氏宗祠碑记”书写笔法精到，间架老成。

米佩棻于1958年2月28日病逝，享年79岁。

## 生平[1][2]
- 由廩生考入山西大學堂西學專齋預科三年畢業獎給舉人，以知縣揀選。
- 歷充山西農林高等學校、晉陽中學校教員。經山西巡撫張曾敭、學政寶熙委充太原駐防滿營學校校長，前後辦理學務七年。
- 由舉人升入山西大學法律專門科四年。
- 宣統三年三月，學部會考山西西學專齋畢業學生，得65.38分，列中等[3]。
- 宣統三年四月丁酉引見，賞給進士出身[4]。
- 宣統三年六月，就職知縣掣簽，簽分陝西[5]。經山西巡撫丁寶銓咨留仍辦學務。
- 辛亥國變後，先後任忻縣民團副團長，山西都督府秘書、軍政科科長。
- 民國4年（1915年）12月24日，晉南鎮守使署參謀長授爲晉南鎮守使署中大夫[6][7]。
- 民國7年（1918年），中華民國第二屆國會參議員選舉中央選舉會第一部選舉人[8]。
- 臨汾縣知事。
- 偽忻縣維持會長、偽縣知事[9]。